# جولیا بار
جولیا بار (انگلیسی: Julia Barr؛ زادهٔ ۸ فوریهٔ ۱۹۴۹) یک هنرپیشه اهل ایالات متحده آمریکا است.